# Motor Mayhem
V.C.L.: Vehicular Combat League Presents - Motor Mayhem, también conocido simplemente como Motor Mayhem, es un videojuego de combate en vehículos desarrollado por Beyond Games y publicado por Infogrames para PlayStation 2 en 2001.

## Jugabilidad
Al igual que otros juegos de combate de vehículos basados en arenas como Twisted Metal, Motor Mayhem es un juego basado en el concepto de un evento de deportes de motor violento y futurista. El jugador controla directamente un vehículo de combate personalizado en una arena terrestre y lucha contra otro jugador u oponentes controlados por computadora. Cada vehículo tiene un carácter distintivo y ataques especiales únicos. Cada arena temática tiene armas adicionales y mejoras para que las recojan los vehículos. Se otorgan puntos por la destrucción de un vehículo enemigo. El primer concursante que logre una puntuación objetivo, o que tenga la puntuación más alta cuando expire el tiempo, será el ganador.

## Recepción
| Recepción |              |
| --- | ------------ |
| Puntuaciones de reseñas Evaluador Calificación Metacritic 59/100 [ 5 ] Puntuaciones de críticas Publicación Calificación Computer and Video Games 7/10 [ 6 ] Game Informer 7/10 [ 7 ] GamePro [ 8 ] Game Revolution C [ 9 ] GameSpot 7.2/10 [ 10 ] GameZone 7.5/10 [ 11 ] IGN 6.8/10 [ 12 ] Official PlayStation Magazine (EEUU) [ 13 ] PlayStation Magazine 8/10 [ 14 ] The Cincinnati Enquirer [ 15 ] |              |
| Puntuaciones de reseñas |              |
| Evaluador | Calificación |
| Metacritic | 59/100       |
| Puntuaciones de críticas |              |
| Publicación | Calificación |
| Computer and Video Games | 7/10         |
| Game Informer | 7/10         |
| GamePro | [ 8 ]        |
| Game Revolution | C            |
| GameSpot | 7.2/10       |
| GameZone | 7.5/10       |
| IGN | 6.8/10       |
| Official PlayStation Magazine (EEUU) | [ 13 ]       |
| PlayStation Magazine | 8/10         |
| The Cincinnati Enquirer | [ 15 ]       |

El juego recibió críticas "mixtas" según el sitio web agregación de reseñas Metacritic. Daniel Erickson de NextGen' ' lo llamó "Una oferta inofensiva que no llega a la competencia".